# 2012年ロンドンオリンピックのアンドラ選手団
2012年ロンドンオリンピックのアンドラ選手団（2012ねんロンドンオリンピックのアンドラせんしゅだん）は、2012年7月27日から8月12日までイギリスのロンドンで開催されたロンドンオリンピックアンドラ選手団の名簿。

## 選手団
- 人員: 選手 6人
- 開会式旗手: Joan Tomàs Roca

## 種目別選手・スタッフ名簿及び成績

### 陸上競技
- アントニ・ベルナド（男子マラソン）2時間28分34秒
- Cristina Llovera（女子100m）12秒78 予備予選敗退

### 柔道
- Daniel García（男子66kg級）第3回戦敗退

### 射撃
- Joan Tomàs Roca（男子クレー・トラップ）予選敗退

### 競泳
- Hocine Haciane（男子200mバタフライ）2分6秒37 予選敗退
- Monica Ramirez（女子100m背泳ぎ）1分7秒72 予選敗退